# 平田真菜
平田真菜（日语：／ Hirata Mana，1985年4月19日—），日本女性配音員，出身於東京都。目前隸屬於Production baobab。

## 人物介紹
八歲時加入劇團若草，後來認識10歲與12歲加入劇團若草的三瓶由布子、小清水亞美。這三人在2009年1月同時加入現在的事務所Production baobab。在官方的個人資訊頁中有少女與少年的聲音樣本。

## 演出作品

### 電視動畫
2009年
- 小雙俠（カケル）
- 遊魂 -Kiss on my Deity-（女學生）
- （女學生）
- 天堂餐館（孫娘）
- 大正野球娘。（勝俊）

2010年
- 哆啦A夢（孫、女子B）
- 空·之·音（誠也）
- 笨蛋，測驗，召喚獸（島田葉月、佐藤美穂、新野堇）
- 向陽素描×☆☆☆（折部姐）
- BLEACH（龍三郎）#312
- BB戰士三國傳 戰神決鬥篇（小孩）
- 金属对决 战斗陀螺 爆（瑞士代表、操作員B）
- 变身！公主偶像（高城圓子（蕾拉母）、雪森火曜、彩音、拉拉、三石、藤原、其他）
- 闪光的夜袭
- K-ON!!（一年級生）
- 四疊半宿舍，青春迷走（ほんわか女子C）
- 妖怪少爺（鳥居夏實、女）
- 我的妹妹哪有這麼可愛！（女子）

2011年
- 哆啦A夢（小孩、女孩D、友人B）
- 快樂蜂（日语：ゆかいなみつばちファミリー）（Barnabee）
- 決鬥王（花屋、少年A）
- DOG DAYS（莉澤爾・柯基莉艾、帕西·高迪）
- TIGER & BUNNY（孩童、少女A）
- 金属对决 战斗陀螺 4D（オーエン）
- SKET DANCE（經紀人）
- 蘿球社！（戶嶋）
- 神的記事本（女）
- 妖怪少爺～千年魔京～（鳥居夏實、品子、3之口、貞姬）
- 笨蛋，測驗，召喚獸 第二期（島田葉月、岩下律子、雄二〈小學5年級〉）
- 天魔黑兔（哈斯格〈幼年〉）
- 魔乳秘劍帖（富士、下忍B）
- Battle Spirits 霸王（陽昇始）
- 少年同盟（橘千鶴〈幼少時〉、雙馬尾、小健）
- 機動戰士鋼彈AGE（亞拉貝爾·佐伊、少年）
- BLEACH（少年）#344

2012年
- 惡魔高校D×D（シュリヤー）
- 創聖機械天使EVOL（女操作員、女子）
- Another（綾野彩）
- 男子高中生的日常（鄰家的女子高中生）
- 少年同盟（野太、婦人1、小優）
- 黑魔女學園（放送委員）
- 魯邦三世 -名為峰不二子的女人-（友人）
- 黃昏乙女×失憶幽靈（淺蔥）
- 神奇寶貝超級願望 Season 2（女孩子）
- DOG DAYS'（帕西·高迪、莉澤爾·柯基莉艾）
- 向陽素描×蜂窩（女子A）
- 彩虹水滴 3（日语：ぴっちぴち♪しずくちゃん）（アメバちゃん）
- 最強學生會長 異常（湯前音眼）
- PSYCHO-PASS 心靈判官（Candy、汽車導航音聲、護士）

2013年
- 我的朋友很少NEXT（美紀）
- 絕對防衛利維坦（小龍）
- 科學超電磁砲S（少年、女學生）
- 八犬傳－東方八犬異聞－ 第2期（篤志）

2014年
- 忍者亂太郎（女忍者）
- 如果折斷她的旗（權田原風）
- PSYCHO-PASS心靈判官2（Candy）

2015年
- DOG DAYS″（莉澤爾·柯基莉艾）
- 俺物語！！（女同學2）

2016年
- 星夢手記（女性MC）

2017年
- 側車搭檔（板垣寧寧）
- 蠟筆小新（販售員）

2018年
- 海螺小姐（石田君彥、太田）

2020年
- 天晴爛漫！（場外廣播、前夜祭主持人）

2021年
- 東京復仇者（橘直人〈少年〉、母親、長谷川店長）
- 逆轉世界的電池少女（飛行船廣播、廣播、細道〈幼少期〉、記者）
- 結城友奈是勇者 -大滿開之章-
- 名偵探柯南（水谷統子）

2022年
- 射擊覺醒！激鬥瓶蓋人DX（甲賀洸太）
- 神奇柑仔店（松下英也）
- 後宮之烏（衣斯哈[1]）

2025年
- 魔神創造傳（玄玄）

### 動畫電影
- 爺爺的煤油燈

2014年
- 帕羅的未來島（日语：パロルのみらい島）（小孩B）

### 網路動畫
- Starry☆Sky（七海哉太（少年））
- 射擊覺醒！激鬥瓶蓋人（甲賀洸太）

2024年
- 範馬刃牙 VS 拳願阿修羅（片原鞘香[2]）

### OVA
- AIKa ZERO（美咲）
- 笨蛋，測驗，召喚獸 ～祭～（島田葉月、岩下律子）
- （高岡真澄）
- 改造新人類（改藏的母親）
- 魔法老師～另一個世界～（レポーター）
- 另一個世界Extra 魔法少女夕映（インタビュアー）

### Drama CD
- （瀧本、女C）
- 潮男高校（女學生1）

### 遊戲
- 永恆紀元（プロローグのカットシーン）
- 空·之·音（誠也）
- DREAM C CLUB（受付ちゃん）

### 外語配音
- iCarly
- Tinker Bell and the Lost Treasure
- 靈媒緝凶

2009年
- （Daphné）

### 旁白
2010年
- （富士電視台 2010年3月6日）

### 廣播
- Drama Dream C Club #11,12,24（來賓 音泉）

### 電視節目
- （來賓 日本電視台 2009年7月26日）

## 外部連結
- （日語） 女性タレント - 平田真菜 （页面存档备份，存于）